# Ulica Mikołaja Zyblikiewicza w Krakowie
Ulica Mikołaja Zyblikiewicza – ulica w Krakowie, w dzielnicy I Stare Miasto, na Wesołej. Wytyczona w 1889 roku. Obecną nazwę, dla upamiętnienia prezydenta Krakowa w latach 1874–1881 Mikołaja Zyblikiewicza, otrzymała rok później. Początkowo kończyła się na ul. Librowszczyzna. W 1907 roku została przedłużona do ul. Morsztynowskiej, kończąc się przed estakadą linii kolejowej nr 91. W latach 1953–1990 nosiła nazwę Bitwy pod Lenino.
Pod numerem 1 znajduje się zabytkowy budynek kasyna oficerskiego wybudowany w latach 1889-1890 według projektu Tomasza Prylińskiego.
Pod numerem 5 znajduje się Dom Pracowników Pocztowej Kasy Oszczędności wybudowany w latach 1923-1927 według projektu Adolfa Szyszko-Bohusza.
Oba budynki wpisane są do rejestru zabytków województwa małopolskiego. Oprócz nich wymienia się tam również:
- kamienica, ul. Zyblikiewicza 8 z 1905–1906 r.,
- dom z oficyną, ul. Zyblikiewicza 11 z 1907 r.

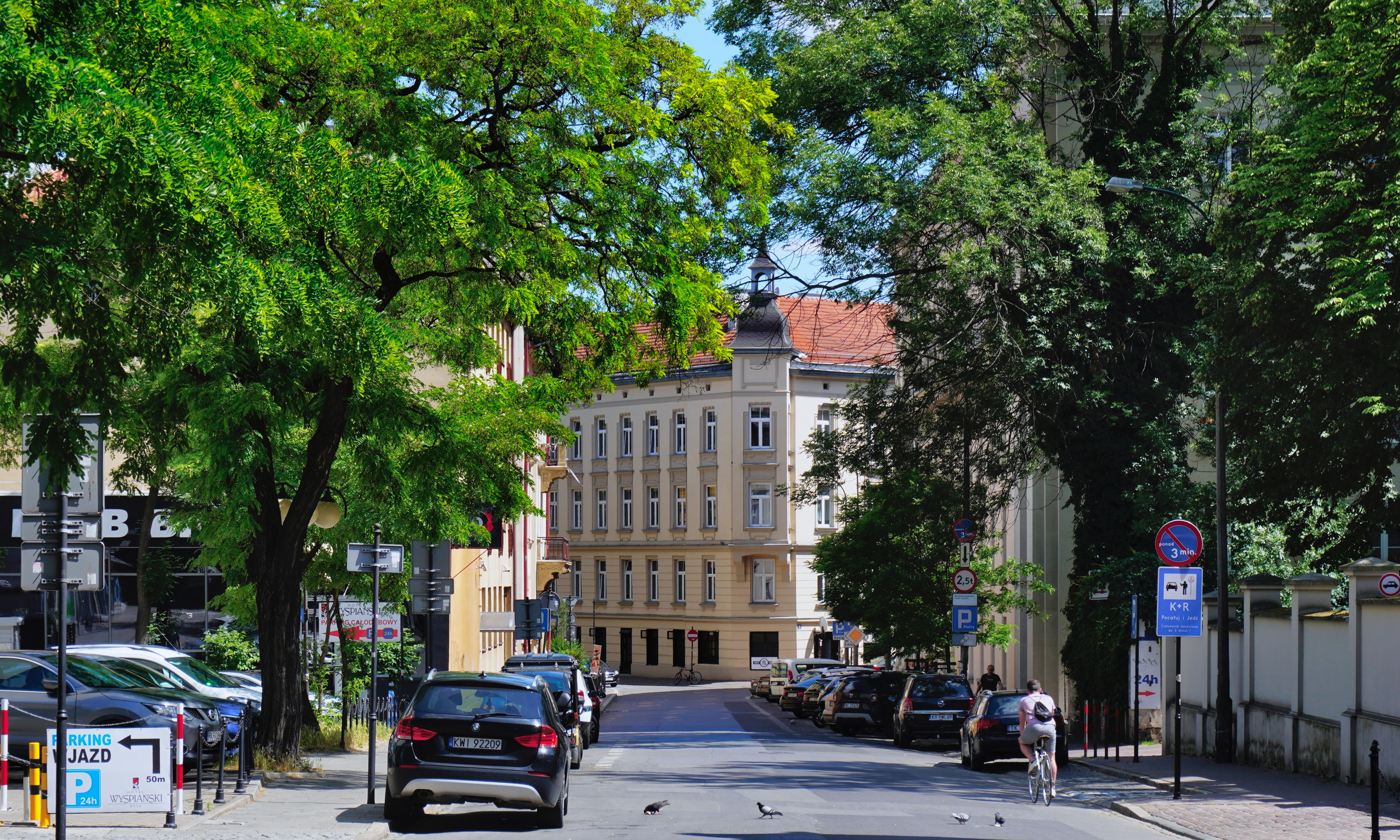
Widok na południowy wschód, od skrzyżowania z ul. Westerplatte
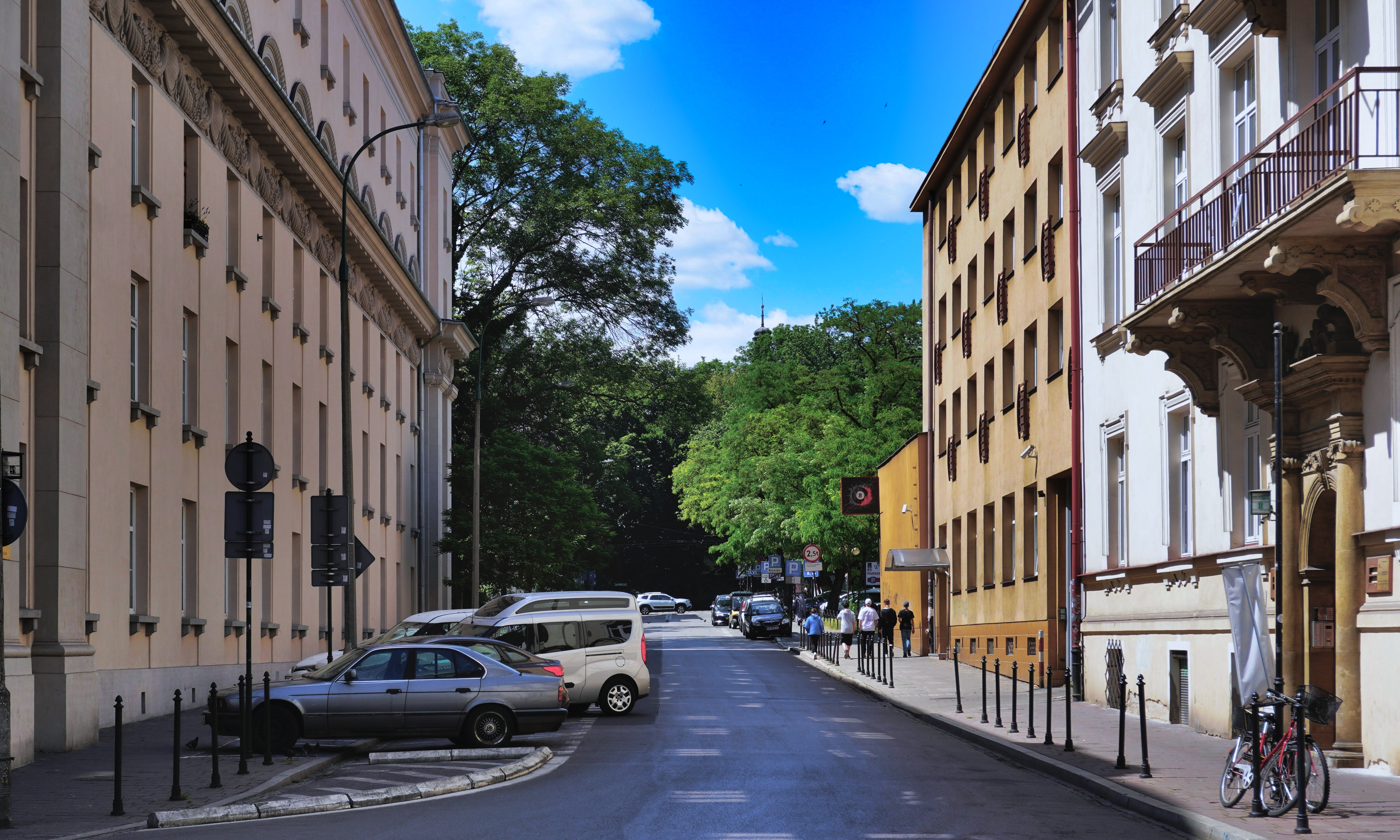
Widok na północny zachód, od skrzyżowania z ul. Librowszczyzna
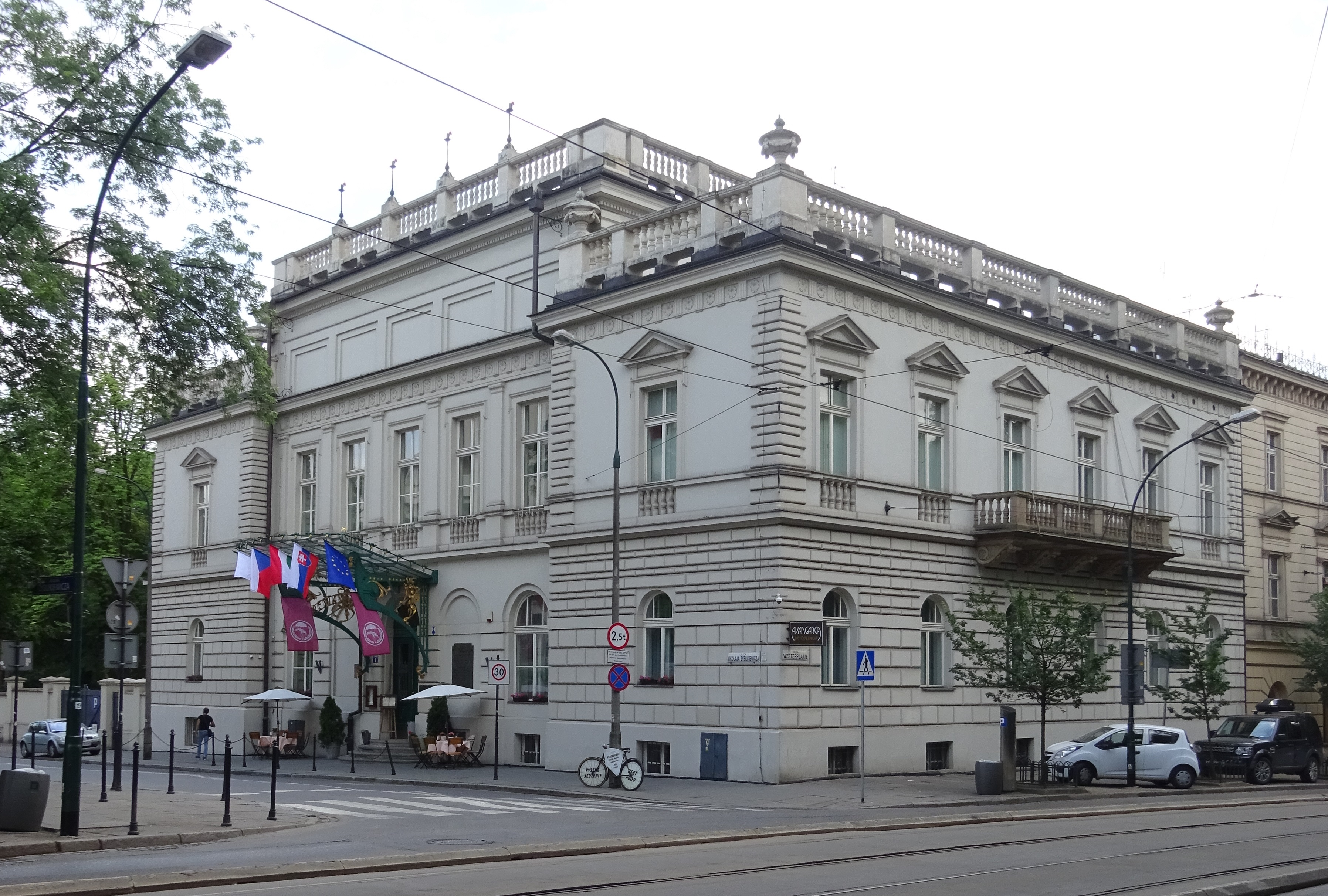
Kasyno Oficerskie ul. Zyblikiewicza 1.
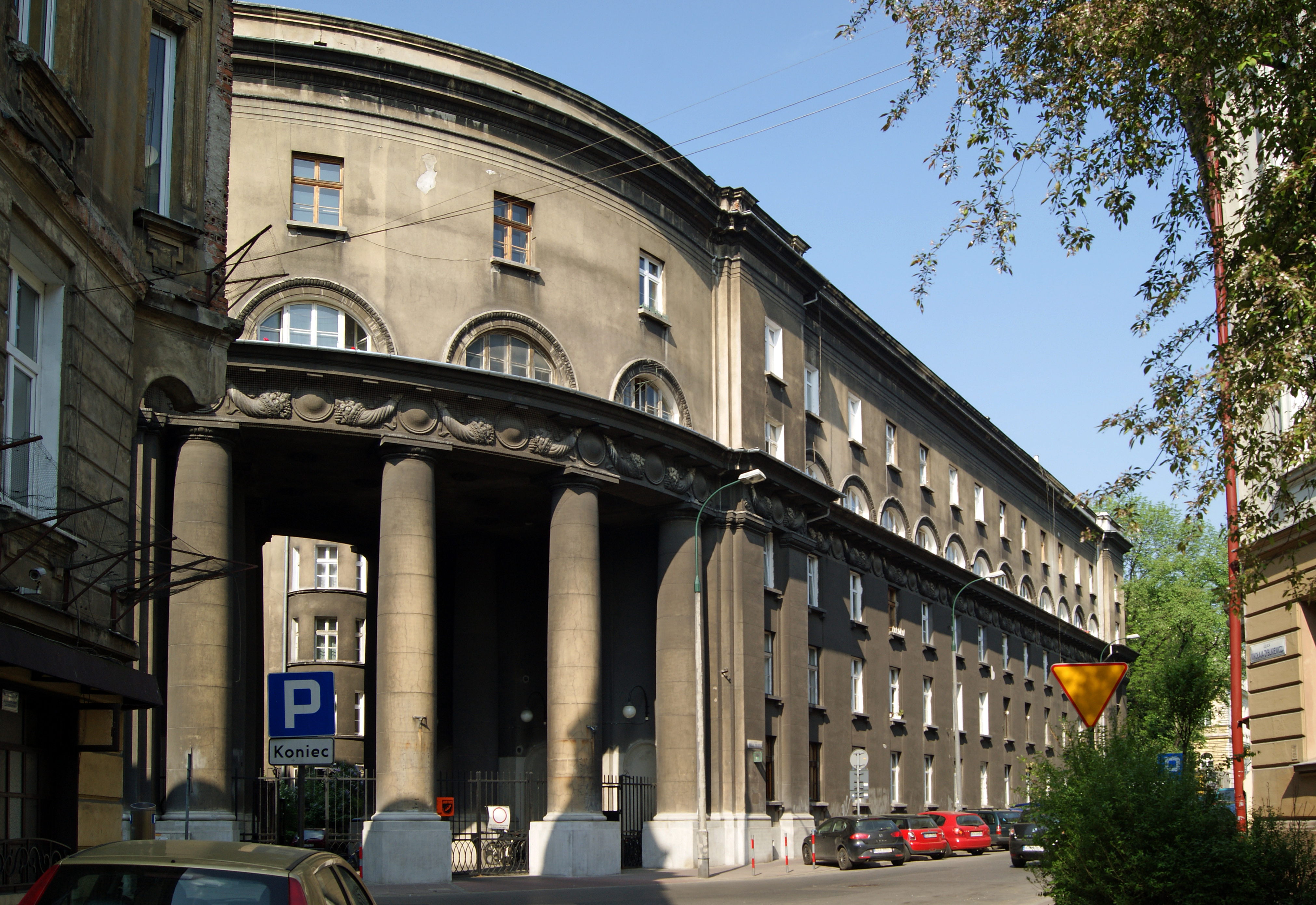
Dom Pracowników Pocztowej Kasy Oszczedności ul. Zyblikiewicza 5–7.
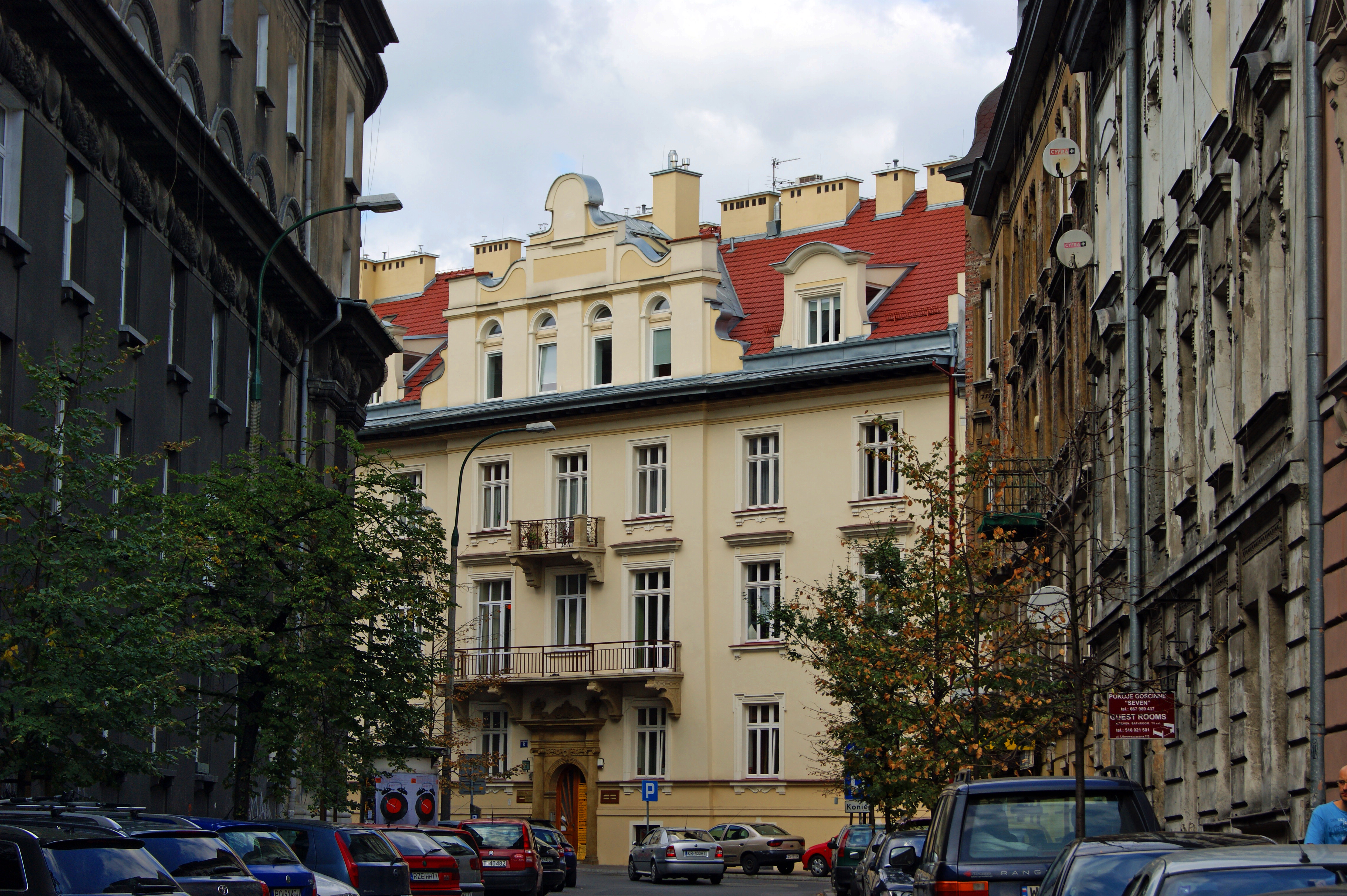
Zabytkowa kamienica ul. Zyblikiewicza 8.
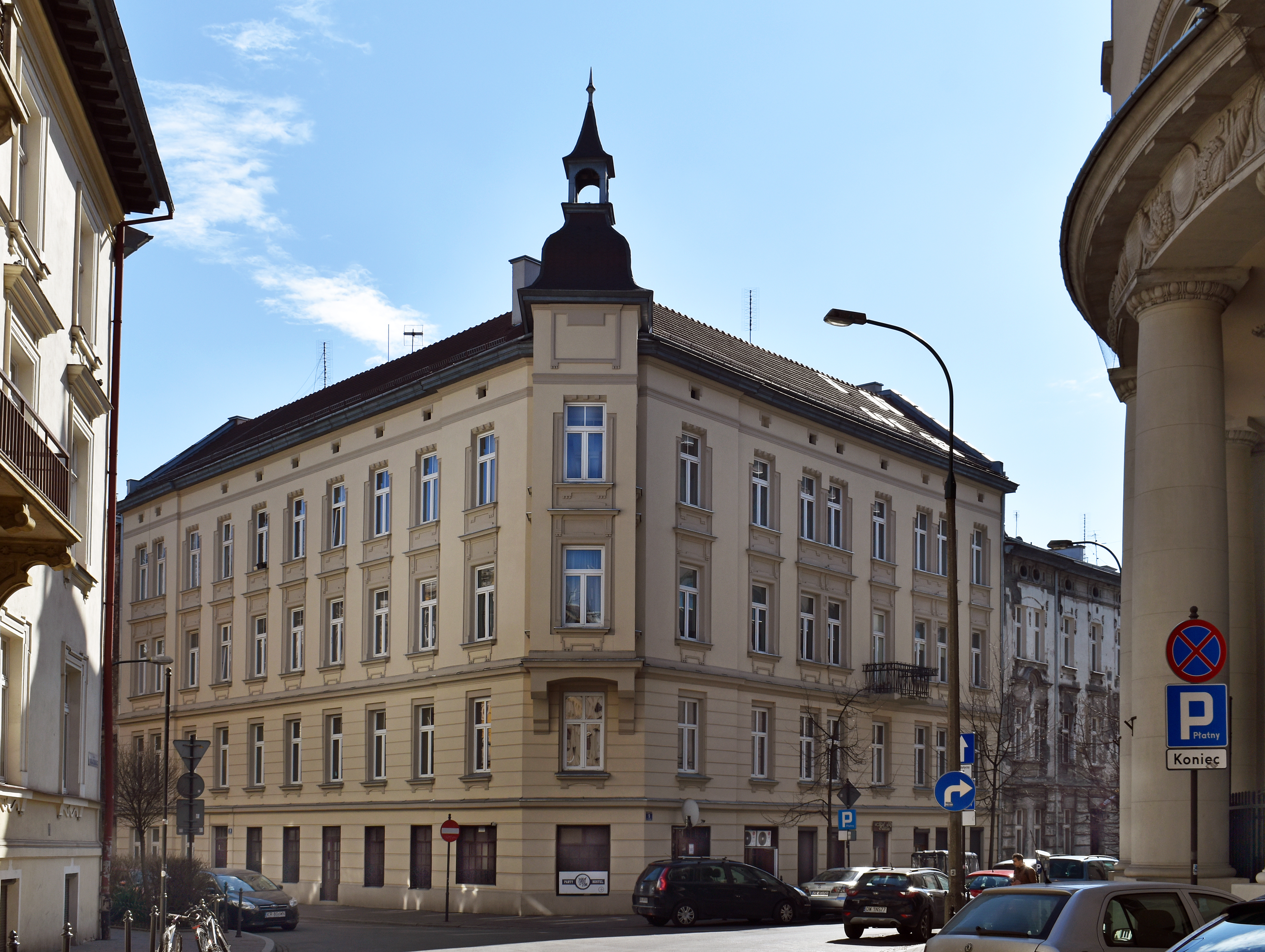
Kamienica (proj. Henryk Lamensdorf, 1906) ul. Zyblikiewicza 9.
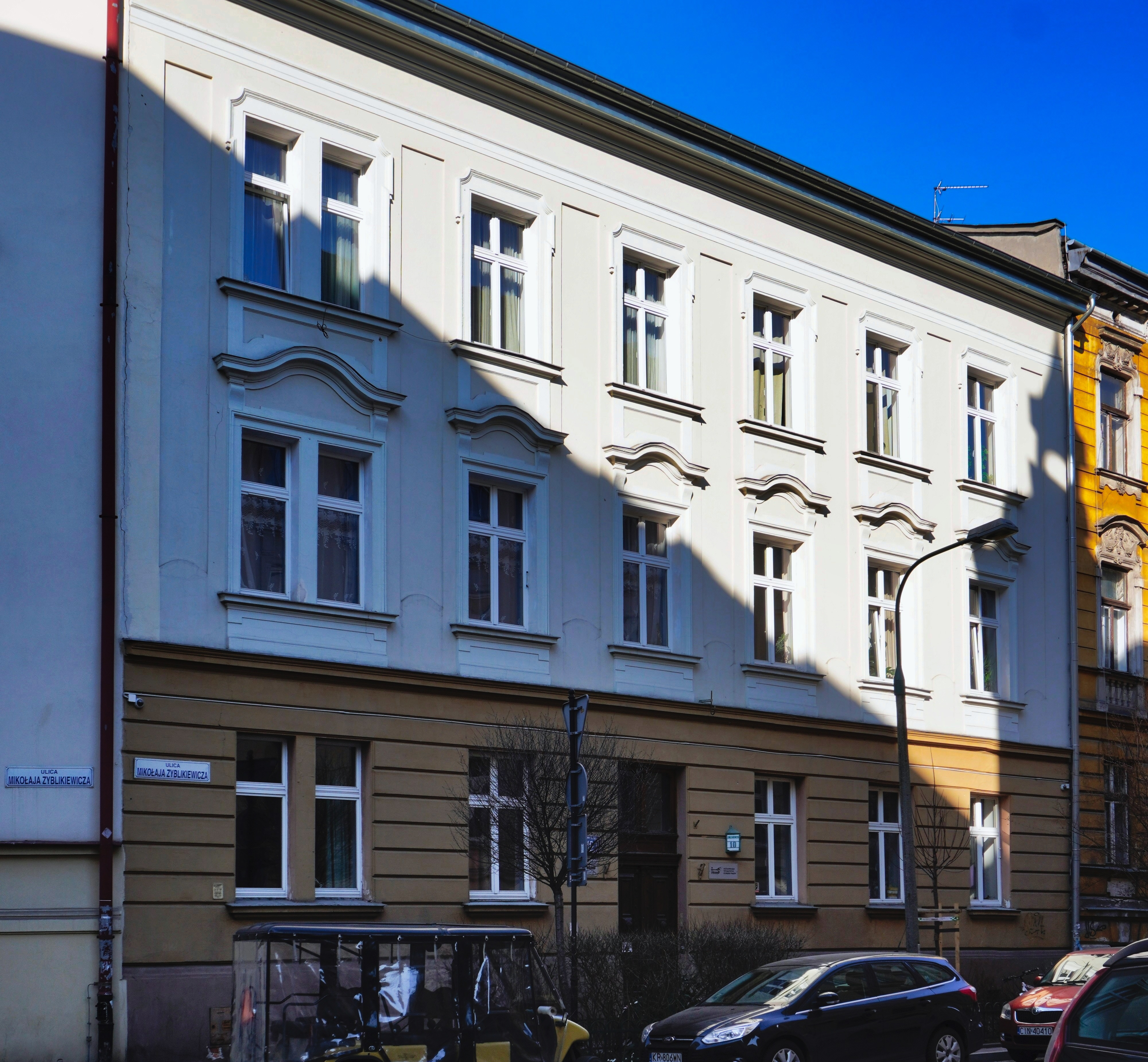
Kamienica (proj. Henryk Lamensdorf, 1907) ul. Zyblikiewicza 10.
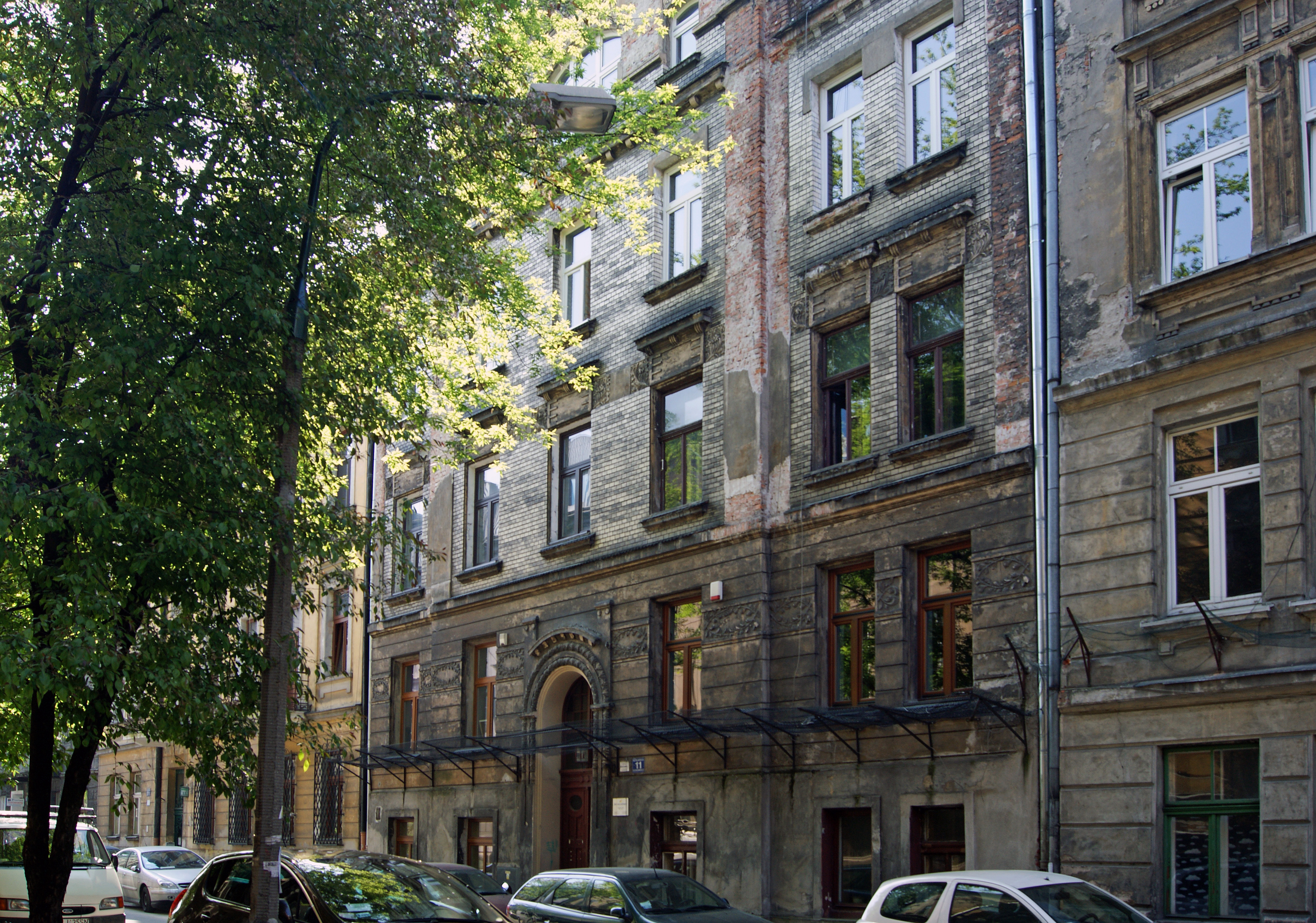
Zabytkowa kamienica ul. Zyblikiewicza 11.
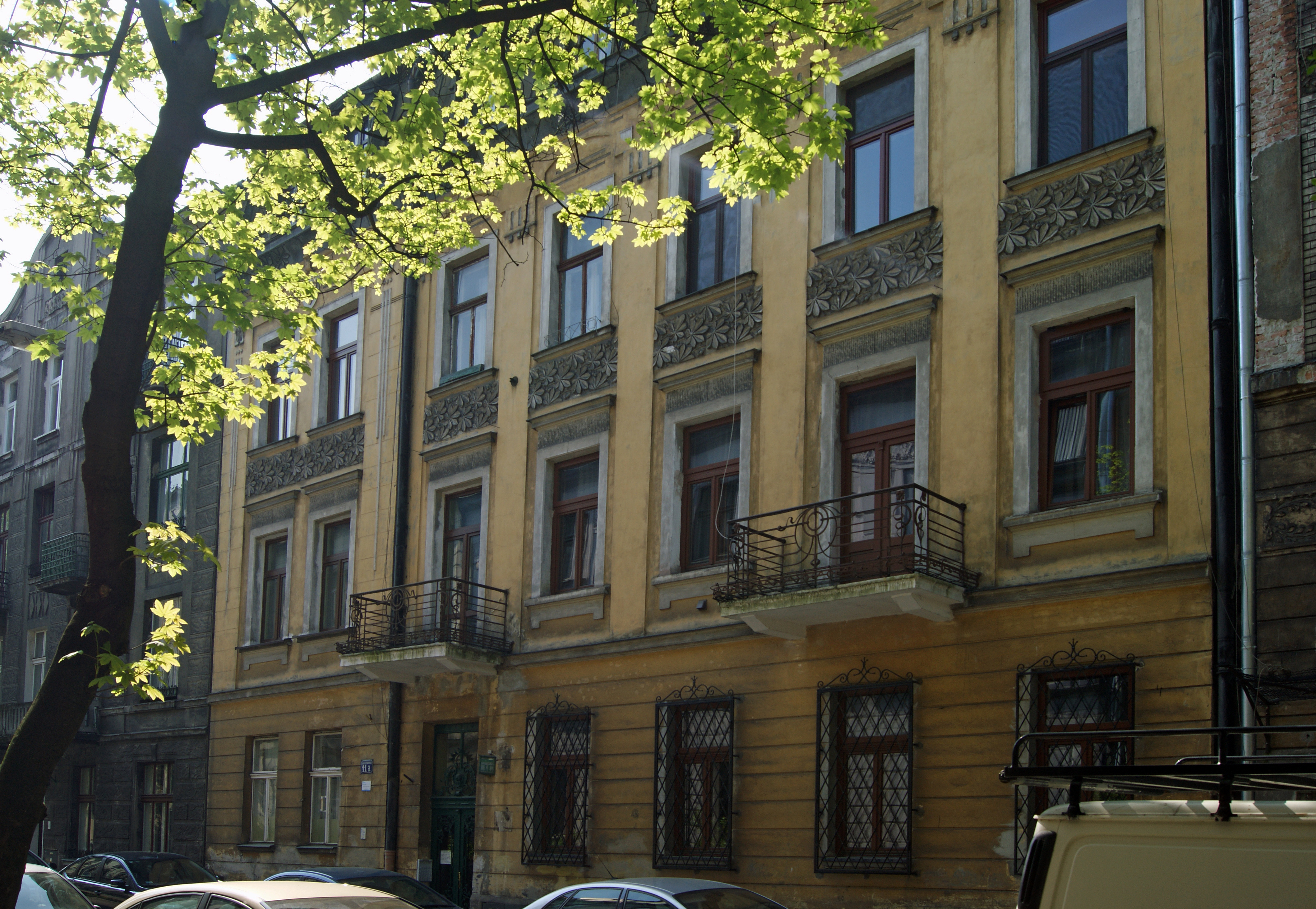
Kamienica ul. Zyblikiewicza 11a.
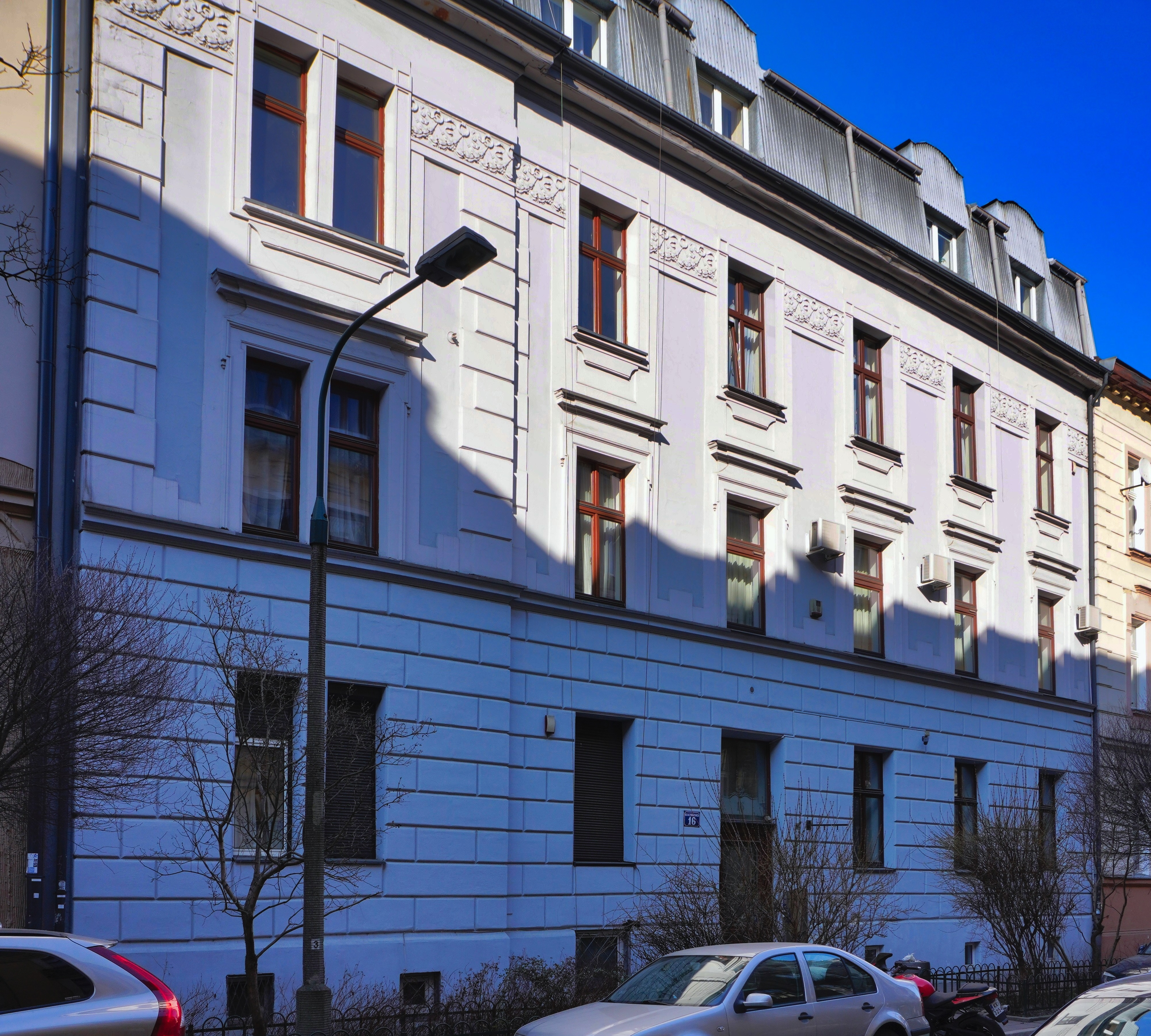
Kamienica (proj. Józef Pokutyński, 1906) ul. Zyblikiewicza 16.
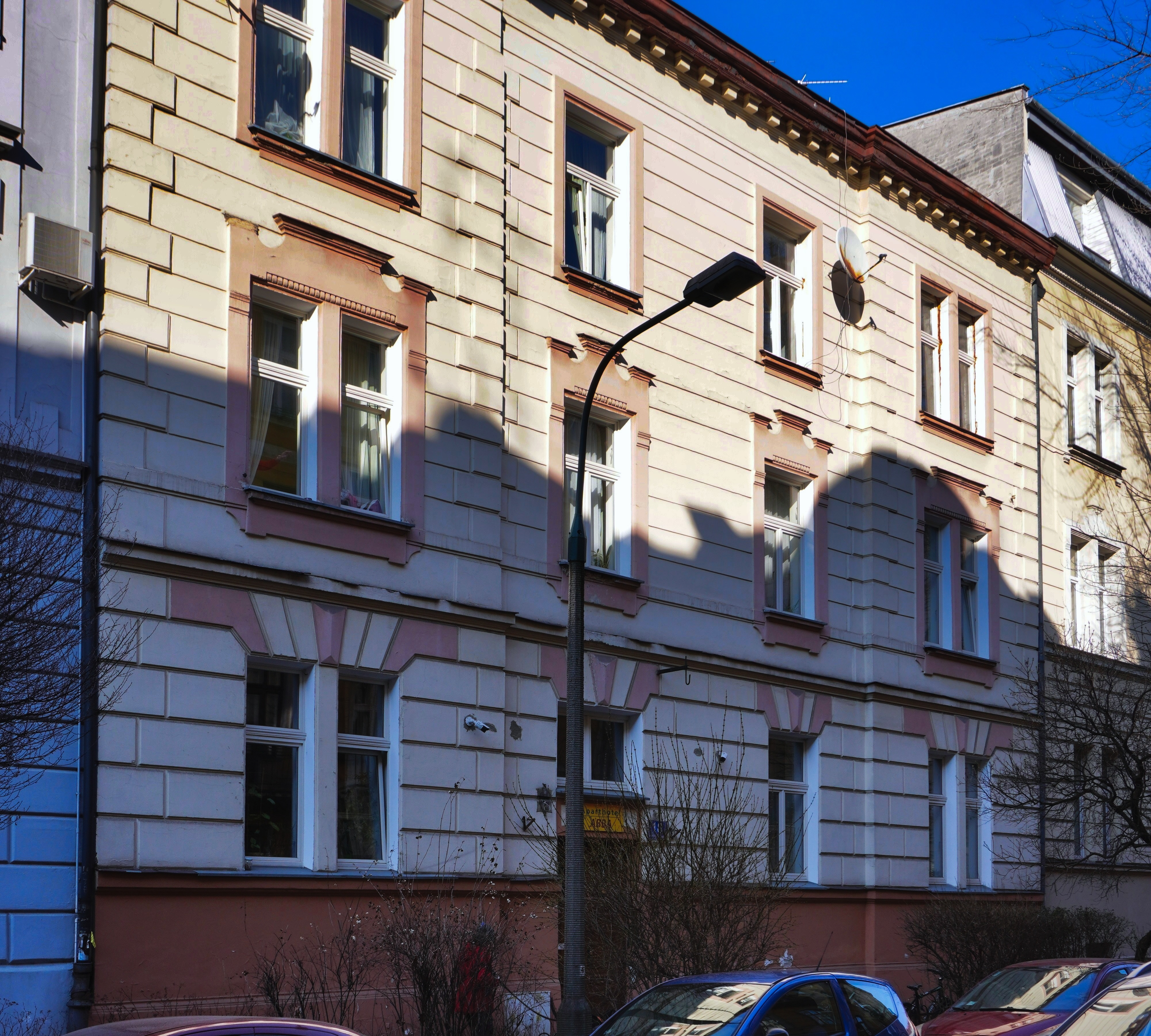
Kamienica (proj. Józef Pokutyński, 1906) ul. Zyblikiewicza 18.